# Дяньцзян
Дяньцзя́н (кит. упр. 垫江, пиньинь Dianjiang) — уезд города центрального подчинения Чунцин (КНР).

## История
Уезд Дяньцзян был создан в 555 году, в составе государства Западная Вэй. При империи Северная Чжоу был переименован в уезд Вэйань (魏安县, «умиротворённая Вэй»). При империи Суй уезду было возвращено название Дяньцзян. В начале империи Юань уезд вошёл в состав уезда Фэнду, в конце империи был восстановлен.

## Административное деление
Дяньцзян делится на 14 посёлков и 12 волостей:
Посёлки: Гуйси (桂溪镇), Синьминь (新民镇), Шапин (沙坪镇), Чжоуцзя (周嘉镇), Пушунь (普顺镇), Ионгань (永安镇), Гаоань (高安镇), Гаофэн (高峰镇), Удун (五洞镇), Тайпин (太平镇), Чэнси (澄溪镇), Яньтай (砚台镇), Хэю (鹤游镇), Пиншань (坪山镇).
Волости: Цаохуэй (曹回乡), Чанлун (长龙乡), Шахэ (沙河乡), Ганцзя (杠家乡), Даши (大石乡), Хуанша (黄沙乡), Ванцзя (汪家乡), Баоцзя (包家乡), Байцзя (白家乡), Юнпин (永平乡), Саньси (三溪乡), Пэйсин (裴兴乡), Цзечи (界尺乡).